# Joaquim Chissano
Joaquim Alberto Chissano (Chibuto, 2 oktober 1939) is een Mozambikaans politicus. Hij was onder meer president.

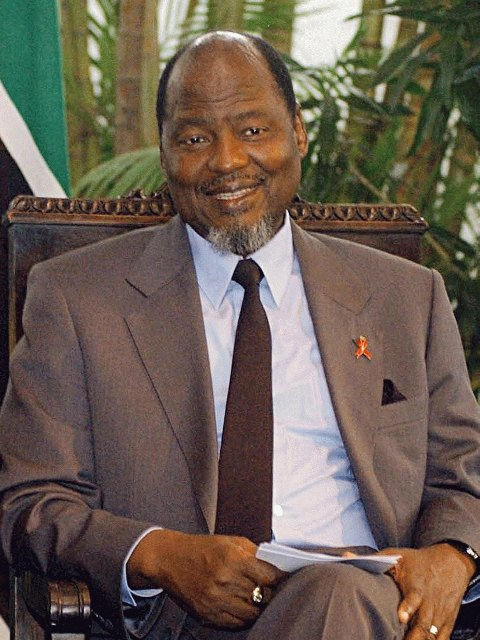
Joaquim Chissano

Chissano werd geboren in een vooraanstaande familie. Na zijn middelbareschoolopleiding studeerde hij korte tijd in Portugal. In 1962 was hij in Tanzania een van de oprichters van FRELIMO (Mozambikaans Bevrijdingsfront). Hij vertegenwoordigde FRELIMO in Parijs en was van 1964 tot 1975 directeur van het Departement Veiligheid van FRELIMO. 
Na de bevrijding en onafhankelijkheid van Mozambique in 1975, werd Chissano minister van Buitenlandse Zaken in de regering van president Samora Machel. Dit ambt bleef hij tot 1987 bekleden. Na de dood van president Machel bij een vliegtuigongeluk in oktober 1986, werd Chissano de nieuwe president en voorzitter van FRELIMO. Hij voerde een behoedzame politiek en wist een conflict tussen twee rivaliserende vleugels binnen FRELIMO, namelijk die van de gematigden en de radicale marxisten, te voorkomen. 
Eind jaren tachtig schafte hij het marxisme als partijleer af en zocht hij toenadering tot de westerse wereld. 
In 1990 schafte hij het eenpartijstelsel van FRELIMO af en stond hij de vorming van oppositiepartijen toe. In december 1990 veranderde hij de landsnaam van Volksrepubliek Mozambique in Republiek Mozambique.
Bij de eerste democratische verkiezingen van 1994 verkreeg Chissano 53,3% van de stemmen, genoeg voor een nieuwe ambtstermijn. In 1999 versloeg hij zijn voornaamste rivaal, oppositieleider Afonso Dhlakama (RENAMO), met 52,3% van de stemmen. 
Eind jaren 90 kwam president Chissano ernstig onder vuur te liggen. De oppositie beschuldigde zijn regering van corruptie. In 2004 besloot hij zich daarom niet kandidaat te stellen voor de presidentsverkiezingen. De door FRELIMO naar voren geschoven kandidaat, Armando Guebuza, werd in december 2004 tot president van Mozambique gekozen. Ofschoon geen president meer, bleef Chissano de post van voorzitter van FRELIMO bekleden.
Van 2003 tot 2004 was Chissano voorzitter van de Organisatie voor Afrikaanse Eenheid (OAE).
In 2006 benoemde secretaris-generaal van de Verenigde Naties Kofi Annan hem tot speciaal gezant van de VN-secretaris-generaal (SESG) voor de gebieden waar het Verzetsleger van de Heer optreedt, te weten Noord-Oeganda en Zuid-Soedan. 